# Herb Bisztynka
Herb Bisztynka – jeden z symboli miasta Bisztynek i gminy Bisztynek w postaci herbu ustanowiony przez Radę Miejską 31 marca 2017 roku.

## Wygląd i symbolika
Herb przedstawia w polu błękitnym tarczę z herbem osobistym biskupa Henryka III Sorboma (w polu czerwonym, srebrny mur łamany w kształcie dwustronnych schodów), za nią złoty pastorał biskupi w skos na opak ze zwieszającą się z niego chustą srebrną (pannisellus) o trzech chwostach.

## Historia

Herb Bisztynka do 2017 r.

Od połowy XIX w. do 2017 r. miasto używało herbu przedstawiającego w czerwonym polu złoty pastorał biskupi przepasany niebieską wstęgą. Pastorał tkwił w skale koloru srebrnego. Był to tzw. herb mówiący. Ukształtowany w XIX w., nawiązujący on do niemieckiej nazwy miasta (Bischofstein – "biskupi kamień"). Herb ustanowiony w 2017 roku nawiązuje do najstarszej zachowanej pieczęci miejskiej z końca XIV w.